# Kálmán Konrád
Kálmán Konrád (Bačka Palanka, 23 maggio 1896 – Stoccolma, 10 maggio 1980) è stato un calciatore e allenatore di calcio ungherese, di ruolo attaccante.

## Caratteristiche tecniche
Konrád era un interno destro magro ed agile, dotato di un palleggio raffinato e di un'ottima visione di gioco. Il suo tocco di palla era efficace ed elegante. Aveva però fama di essere un giocatore poco corretto, che compieva spesso piccoli falli furbi.

## Carriera
Nato a Bačka Palanka, nella regione della Vojvodina, si trasferì a Budapest da bambino. Lì cominciò a giocare nel MTK Hungaria assieme al fratello maggiore Jenő, esordendo in prima squadra all'età di diciassette anni. Gli inizi della sua carriuera furono rallentati dal blocco ai campionati imposto dalla prima guerra mondiale, ma riuscì comunque a vincere con la squadra il campionato nel 1914. Alla ripresa dei campionati Konrád, con le sue 88 reti in 94 partite fra tutte le competizioni, fu fra i protagonisti di una squadra che dominò il campionato per tre anni di fila, dal 1917 al 1919, vincendo tutte le partite eccetto 6 (4 pareggi e 2 sconfitte).
Si trasferì poi a Vienna assieme al fratello per giocare nel Wiener Amateure, con cui vinse il campionato austriaco nel 1924/25 e nel 1925/26), oltre che 4 volte la Coppa d'Austra (1921, 1924, 1925, 1926). Nel 1923 si unì a loro anche l'ex compagno d'attacco ai tempi del MTK, Alfréd Schaffer, con cui aveva perfezionato negli anni un'ottima intesa: insieme riuscirono a replicare nel club viennese il sistema di gioco che avevano praticato in Ungheria, basato su minuziose combinazioni ravvicinate con la palla a terra, eseguite con una serie di passaggi puliti all'uomo più vicino. Accanto a loro giocava il giovane Matthias Sindelar, a cui Konrád fece da "chioccia", influendo molto sul suo stile di gioco.
Nell'agosto del 1926 fu acquistato dal club statunitense dei Brooklyn Wanderers di Net Agar, un trasferimento che fu tenuto segreto fino all'arrivo del giocatore negli Stati Uniti a causa della grande fama di Konrád. Rimase in squadra per un anno, nel quale vinse la neonata International Soccer League, prima di tornare in patria a chiudere la carriera nel MTK con un secondo posto in campionato alle spalle del Ferencvaros.

## Allenatore
Dopo il ritiro divenne allenatore. In questa veste vinse il campionato cecoslovacco nel 1934/35, sulla panchina dello Slavia Praga. Nel 1939 si trasferì in Svezia, dove allenò per molti anni (vincendo anche il campionato nel 1949 e nel 1950 con il Malmö FF e raggiungendo un secondo posto con il Råå IF nel 1951) e dove rimase a vivere anche dopo il ritiro.

## Palmarès

### Giocatore

#### Competizioni nazionali
- Campionato ungherese: 4

MTK Budapest: 1913-1914, 1916-1917, 1917-1918, 1918-1919
- Coppa d'Ungheria: 1

MTK Budapest: 1913-1914
- Campionato austriaco: 1

Wiener Amateur: 1925-1926
- Coppa d'Austria: 4

Wiener Amateur: 1920-1921, 1923-1924, 1924-1925, 1925-1926

### Allenatore

#### Competizioni nazionali
- Campionato cecoslovacco: 3

Slavia Praga: 1933, 1934, 1935
- Coppa di Romania: 1

Rapid Bucarest: 1936-1937
- Campionato svedese: 2

Malmö: 1948-1949, 1949-1950
- Coppa di Svezia: 1

Malmö: 1947